# جوردون لين
جوردون لين (بالصينية: 林家棟) (و.
21 سبتمبر 1967 – م) هو ممثل، من جمهورية الصين الشعبية، ولد في هونغ كونغ.

## وصلات خارجية
- جوردون لين على موقع IMDb (الإنجليزية)
- جوردون لين على موقع ألو سيني (الفرنسية)
- جوردون لين على موقع أول موفي (الإنجليزية)
- جوردون لين على موقع قاعدة بيانات الفيلم (الإنجليزية)
- جوردون لين على موقع كينوبويسك (الروسية)